# Hermann Hager
Hans Hermann Julius Hager, född den 3 januari 1816 i Berlin, död den 24 januari 1897 i Neuruppin, var en tysk farmaceutisk skriftställare.
Hager innehade 1842-49 stadsapoteket i Fraustadt, men ägnade sig därefter uteslutande åt farmaceutiskt och kemiskt författarskap. Som redaktör för tidskriften "Pharmaceutische Centralhalle" och genom en mängd skrifter verkade Hager för farmaciens utveckling samt bekämpade lönnmedlens användande. Bland hans arbeten märks Handbuch der pharmaceutischen Receptirkunst (1850; 5:e upplagan under titeln Technik der pharmaceutischen Receptur, 1890), Manuale pharmaceuticum (1859; I, 6:e upplagan 1901; II, 3:e upplagan 1876), Das Mikroskop und seine Anwendung (8:e upplagan 1886) och Kommentar zur Pharmacopæa Germanica (2 band, 1874), Handbuch der pharmazeutischen Praxis (8:e upplagan 1891; ny bearbetning, 3:e upplagan 1903).

## Fotnoter
1. 1 2  läs online, www.deutsche-biographie.de , läst: 9 oktober 2017.[källa från Wikidata]